# Mácza János
Mácza János (Alsóhrabóc, 1893. augusztus 4. – Moszkva, 1974. november 14.) esztéta, művészettörténész, író. A magyar avantgárd művészet ígéretes alkotójaként indult, majd a kommün bukása után teljes életét moszkvai emigrációban töltötte.

## Életpályája
Gyógyszerésznek tanult, de közben írogatott is; első írásai az Ungvári Közlönyben, majd a pesti lapokban (Magyar Figaró, Ország-Világ, Magyar Hírlap) jelentek meg. 1915-ben Budapestre költözött, és Kassák Lajos lapjainál, előbb A Tettben, majd a Mában jelentette meg színikritikáit. 1917-ben a Ma folyóirat köréhez kapcsolódva egy színészképző szabadiskolát szervezett.
Verseit a német expresszionizmus ihlette; a Die Aktion és a Der Sturm német művészeti folyóiratok íróinak munkáiból többet is lefordított. A Ma körében Uitz Bélával és Mattis Teutsch Jánossal került közelebbi barátságba.
1919-ben eltávolodott a magyar aktivizmus körtől, többekkel együtt a forradalom szolgálatába állt; a Szombatban és a Vörös Lobogóban publikált, és a Nemzeti Színház segédrendezője lett. A teljes színpad című munkájában az irodalom, a képző- és az előadóművészet szintézisét próbálta kidolgozni. A kommün bukása után emigrált Szlovákiába, majd Bécsbe. Az emigrációban belépett a KMP-be, és pártmegbízásból 1920–22-ben a Kassai Munkás c. lapnál volt kulturális rovatvezető, a bukaresti Munkásban is jelentek meg írásai. Német, szovjet, cseh avantgárd írók munkáit fordította magyarra.
1923-ban Moszkvában telepedett le; 1926-tól a Közoktatási Népbiztosság Osztályán dolgozott. 1928–34-ben művészettörténetet tanított a moszkvai egyetemen. Esztétikai írásaiban hangsúlyozta a kollektivitás elvét, ugyanakkor nem osztotta a korszak dogmatikus nézeteit. A művészeti közéletből hamarosan kiszorult; az Építészeti Akadémián tanított, ipari formatervezéssel foglalkozott. Az 1950-es években enyhült körülötte a légkör; kormánykitüntetést kapott. Kéziratait, könyveit a Petőfi Irodalmi Múzeum őrzi.

## Könyveiből
- A klasszikus és az új magyar dráma. 1915
- A modern magyar dráma. Tanulmányok, jegyzetek; szerzői, Ungvár, 1916
- Teljes színpad. Tanulmány 1919–1921; Ma, Wien, 1921
- A mai Európa művészete. Moszkva, 1926
- Irodalom és munkásosztály Nyugaton. Moszkva, 1927
- Uitz Béla alkotói útja. Moszkva–Leningrád, 1932
- Alkotó módszer és művészi örökség. Moszkva, 1933
- Esztétika és forradalom; ford. S. Nyirő József, utószó Botka Ferenc; Gondolat, Bp., 1970
- Legendák és tények. Tanulmányok a XX. század művészettörténetéhez; összeáll., jegyz., utószó Szabó Júlia; Corvina, Bp., 1972 (A művészettörténet forrásai)
- A mai Európa művészete. 1926; ford. S. Nyírő József, szöveggond., előszó, jegyz. Botka Ferenc; PIM–NPI, Bp., 1978 (Irodalmi múzeum)
- Eszmeiség – avantgarde – művészet; szöveggond., előszó, jegyz. Botka Ferenc, ford. S. Nyirő József, függelék ford. Pacsek Józsefné; NPI–PIM, 1981-1983
  - 1. Irodalom és munkásosztály Nyugaton; 1981
  - 2. Alkotó módszer és művészi örökség; 1983

## Szakirodalom
- Szabó Júlia: A magyar aktivizmus művészete : 1915-1927. Budapest : Corvina, 1981. 247 o. 186 t. ill. (részben színes) ISBN 9631309126

## Külső hivatkozások
- MÉL